# Leurocorynus cephalotes
Leurocorynus cephalotes är en skalbaggsart som beskrevs av Sharp 1908. Leurocorynus cephalotes ingår i släktet Leurocorynus och familjen kortvingar. Inga underarter finns listade i Catalogue of Life.